# Maxim Lasarewitsch Schirwindt
Maxim Lasarewitsch Schirwindt (russisch Максим Лазаревич Ширвиндт; * 1893 in Lida, Gouvernement Wilna; † 19. Dezember 1936 in Leningrad) war ein sowjetischer Philosoph.

## Leben
Maxim Schirwindt studierte bis 1916 Jura an der Universität Charkow. 1917 schloss er sich den Bolschewiki an, von 1919 bis 1920 diente er in der Roten Armee. Von 1921 bis 1924 studierte er Philosophie am Institut der Roten Professur. 1923 unterstützte er die Linke Opposition. Nach weiteren Studien in London und Berlin lehrte er ab 1925 in Leningrad, zunächst Assistenzprofessor und dann als Professor an der Universität Leningrad. Ab 1927 leitete er die philosophische Abteilung des neugegründeten Leningrader Forschungsinstitut für Marxismus. Aus dieser Abteilung ging dann das Leningrader Institut für Philosophie hervor, an dem Schirwindt die Gruppe für moderne Philosophie leitete. Ab Januar 1934 wurde er nach Empfehlung durch den Sprachwissenschaftler Nikolai Jakowlewitsch Marr stellvertretender Direktor am Institut für Sprache und Denken der Akademie der Wissenschaften der UdSSR.
Schirwindt veröffentlichte ein Lehrbuch zum Historischen Materialismus, sowie Werke zu Schelling, Einstein, amerikanischem Neurealismus, moderner Psychologie und Psychoanalyse. 1927 unterzeichnete er die Plattform der 84. Im Jahr darauf wurde er zum ersten Mal aus der Partei ausgeschlossen, 1933 dann verhaftet, aber nach wenigen Wochen wieder freigelassen. Nachdem Ende 1934 Marr, sein wichtigster Fürsprecher, gestorben war, wurde er erneut aus der Partei ausgeschlossen („als aktive[r] Verteidiger des menschewistischen Idealismus, der seine Fehler nicht erkannt und verstanden hat“). Im Februar 1935 wurde er verhaftet und zu vier Jahren Verbannung in Turuchansk verurteilt. Dort wurde er im Oktober 1935 festgenommen, verhört und schließlich nach Leningrad zurückgebracht, wo er Ende 1936 „wegen Beteiligung an einer trotzkistisch-sinowjewistischen Terrororganisation“ zum Tode verurteilt und am selben Tag erschossen wurde. Im Januar 1999 wurde er rehabilitiert.